# Taygetis acuta
Espèce
Taygetis acuta est une espèce de papillons de la famille des Nymphalidae, de la sous-famille des Satyrinae et du genre Taygetis.

## Dénomination
Taygetis acuta a été décrit par Gustav Weymer en 1910 .

## Description
Taygetis acuta est un grand papillon ocre foncé à l'apex des ailes antérieures pointu tout comme l'angle anal et la partie médiane de la marge des ailes postérieures. 
Le revers est ocre en trois bandes deux plus claires encadrant une plus foncée.

## Écologie et distribution
Taygetis acuta est présent au Brésil.

### Protection
Pas de statut de protection particulier.